# ミッドナイトランブラー
『ミッドナイトランブラー』は、JFN系で2005年4月1日から2007年3月30日まで放送されていたラジオ番組である。なお、後番組は『DAY BREAK FRIDAY』。

## 番組概要
1週間で起こった三面記事的なネタからいろんなゲストまでがいろいろ登場する番組。ちなみに正式タイトルには番組コンセプトが織り込まれ、「ラジオPeopleにサウンド・エールを送る週末応援番組 ミッドナイトランブラー」としていた。
番組は2005年3月25日まで放送された『MEGA HITS RADIO』（土曜1:00 - 土曜3:00）と『IR3 JAPAN』（土曜3:00 - 土曜5:00）の後番組としてスタートしており、2つの枠を統合した4時間の放送枠となっていたが、両番組時代からの流れもあって、フルネット局は少ない（後述）。この次番組である『DAY BREAK FRIDAY』ではトータルでは4時間であるものの、3時を境にした2部構成となった。さらに第2部はJFNCの事前収録番組2本が入ることとなる。
ここまで、東京地区では放送されておらず、箱番組を連ねていたが、『ミッドナイトランブラー』誕生から1年後の2006年、『シネマ・デリ』や『Music Storage』といった箱番組を含みながら4時間の生放送を行う『茂木淳一のバーチカル・ドロップ』を東京地区ローカルで行ったが、1年でとん挫し、再び箱番組が連なる枠へ戻った。
2010年4月からはこれまで平日帯であった『やまだひさしのラジアンリミテッドDX』が金曜縦長4時間となる形で『やまだひさしのラジアンリミテッドF』へリニューアル。こちらは全局フルネットになっていたが、2018年4月改編より再び未ネット局が発生。2018年10月からは東京地区でも3時飛び降りとなり、3時を境に番組が分離した後は東京地区では打ち切られている。

## パーソナリティ
- 鈴木ダイ
- オアシズ（光浦靖子、大久保佳代子）

## ネット局
放送時間は毎週土曜1:00 - 土曜5:00（金曜25:00 - 29:00）だが、4時間フルネットはごく限られた地域のみ。ほとんどの放送局は、26:00（深夜2時）から飛び乗って放送していた（ネット局参照）。

### 1時スタート
- 4時間フルネット…FMぐんま、レディオ･ベリー、Hi-Six、FMK
- 通常フルネット…Boy-FM（※）、FM岩手（※）
- 別番組挿入有…FM青森（※）（26:00 ロック･ザ･ネイション）、ふくしまFM（※）（26:00 ロック・ザ・ネイション◇27:00 放送室）
- 第1、第3、第5週目の金曜26:00までネット…FM秋田（※）

（※）第2･4週のみ25:00 - 26:00 AIR JAM NIGHT（Date fm制作）を放送。'

### 2時スタート
- 3時間ネット（25:00 放送室）…FM長野、FMとやま、HELLO FIVE、FM福井、Radio80、radio CUBE FM三重、e-radio、HFM、V-air、FM岡山、FMY、FM徳島、FM香川、Air-Radio FM88、FMS、JOY FM、FM沖縄
- 3時間ネット（25:00 ウラニーノヘボロックアワー）…μFM
- 27:00までネット…SMILE-FM（25:00 放送室／27:00 夜はモーレツ!）

### 3時スタート
- FM-NIIGATA（25:00 ビリケンの夜から朝礼◇25:30 ロンナイ◇26:00 放送室）
- Kiss-FM KOBE（25:00 クラベーション◇25:30 メリケン･パンチ･アウト◇26:00 渡辺貞夫ナイトリーユアーズ）'

## 番組内容
- 2:40 週刊野田義治（出演：野田義治、小島くるみ）
- 3:30 パトロールシスターズ
  - パトロールシスターズがCDデビューした。JFNサイトかランブラー公式サイトに、情報が載っている。
- 4:55 ポエティック・オアシズ

## テーマ曲
- ローリング・ストーンズ - 「ミッドナイト・ランブラー」
- FAT BOY SLIM - Jin Go Lo Ba…26時台のオープニング、および26時スタート地域の番宣に使用。

## エピソード
- オアシズが2016年10月からミッドナイト・ダイバーシティー〜正気のSaturday Nightの2週目担当となり9年半ぶりにJFNでレギュラー出演することになった。初回の放送では鈴木ダイからのメッセージが流れスタジオにも現れた。

| JFN 金曜 25:00 - 29:00枠                                                                                     | JFN 金曜 25:00 - 29:00枠                         | JFN 金曜 25:00 - 29:00枠                   |
| 前番組 | 番組名                                           | 次番組                                     |
| --- | ------------------------------------------------ | ------------------------------------------ |
| MEGA HITS RADIO （2003年10月 - 2005年3月） ※25:00 - 27:00IR3 JAPAN （2003年10月 - 2005年3月） ※27:00 - 29:00 | ミッドナイトランブラー （2005年4月 - 2007年3月） | DAY BREAK FRIDAY （2007年4月 - 2010年3月） |